# Aghjots Vank
Aghjots Vank (en arménien Աղջոց վանք) ou le monastère Sourp Stepanos d'Aghjots est un monastère arménien situé dans le marz d'Ararat, près de Garni et dans la réserve d'État de la forêt de Khosrov, en Arménie. Le complexe a été fondé au XIIe siècle. Le monastère est constitué de l'église Sourp Stepanos (« Saint-Étienne »), l'église Sourp Petros Poghos (« Saints-Pierre-et-Paul ») construite en 1270, et d'un gavit adjoint au XIIIe siècle. Le site compte plusieurs khatchkars, dont certains se dressent autour du complexe, datés du XIIe au XVIIe siècle ; le cimetière du VIIe au XVIIe siècle se trouve à 150 mètres à l'ouest sur une colline.

## Nom du complexe
Le monastère est appelé Aghjots car il est situé près d'un village du même nom, abandonné. Son nom authentique est Sourp Stepanos.

## Histoire
On ne connaît pas la date exacte de la fondation du monastère, mais il a été construit au XIIIe siècle par la princesse Zaza. Selon la légende, le monastère remonterait à saint Grégoire l'Illuminateur et aurait été érigé sur la tombe d'un martyr chrétien, Stepanos, compagnon de sainte Hripsimé.
Le monastère a été saccagé par les Perses en 1603, restauré par la suite, détruit à nouveau en 1679 par un séisme, et enfin ravagé au XVIIIe siècle.

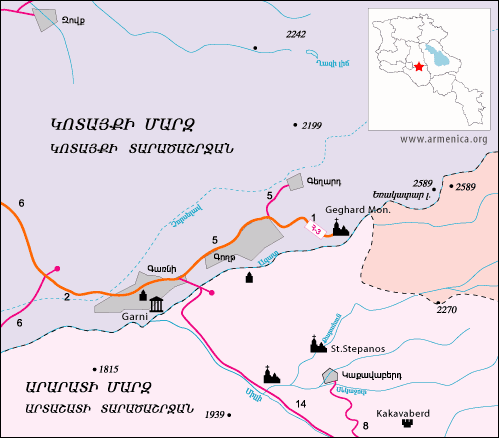
Plan du lieu et des environs.